# Capteur infrarouge non dispersif
Un capteur infrarouge non dispersif (ou capteur NDIR) est un simple capteur spectroscopique souvent utilisé comme détecteur de gaz. Il est dit non-dispersif dans le sens ou aucun élément dispersif (par exemple un prisme ou un réseau de diffraction comme c'est souvent le cas dans d'autres types de spectromètres) n'est utilisé pour séparer (comme le fait un monochromateur) la lumière à large bande en un spectre étroit adapté à la détection d'un gaz. La majorité des capteurs NDIR utilisent une source infrarouge (lampe) à large bande et un filtre optique pour sélectionner une région spectrale à bande étroite, et qui correspond à la région d'absorption du gaz d'intérêt.
Dans ce contexte, une bande passante étroite peut être échelonnée de 50 à 300 nanomètres. Les capteurs NDIR modernes peuvent utiliser des microsystèmes électromécaniques (MEMS en anglais) ou des LED émettant dans l'infrarouge moyen, avec ou sans filtre optique.

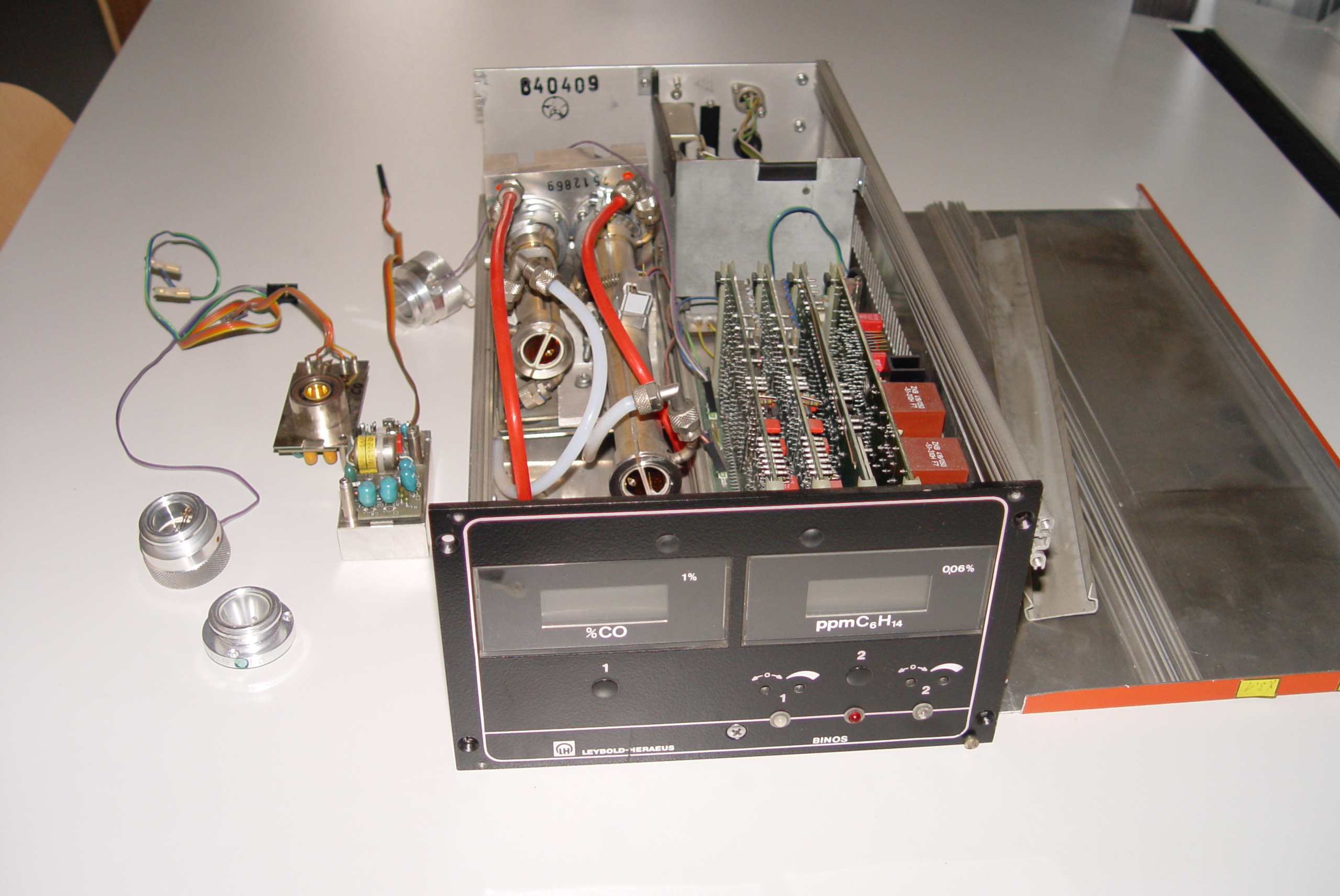
Analyseur NDIR avec un double tube : à gauche pour la mesure du monoxyde de carbone CO, et un autre tube voisin, plus long, pour mesurer la teneur en hexane.

## Principe
Les principaux composants d'un capteur NDIR sont une source infrarouge (IR) (ce peut être une lampe), une chambre d'échantillonnage ou un tube lumineux, un filtre de lumière et un détecteur infrarouge. La lumière infrarouge est dirigée à travers la chambre d'échantillonnage vers le détecteur. En parallèle, il y a une autre chambre renfermant un gaz de référence, typiquement de l'azote. Le gaz dans la chambre d'échantillonnage absorbe certaines longueurs d'onde spécifiques selon la loi de Beer-Lambert, et l'atténuation de ces longueurs d'onde est mesurée par le détecteur pour déterminer la concentration de gaz. Le détecteur a un filtre optique devant lui qui élimine tout le rayonnement infrarouge, sauf la longueur d'onde que les molécules de gaz sélectionnées peuvent absorber.
Idéalement, d'autres molécules de gaz n'absorbent pas le rayonnement infrarouge à cette longueur d'onde et n'affectent pas la quantité de rayonnement atteignant le détecteur, cependant une certaine sensibilité croisée est inévitable. Par exemple, de nombreuses mesures dans la zone infrarouge sont sensibles à la présence de vapeur d'eau, de sorte que des gaz comme le CO2, le SO2 et le NO2 sont souvent sujet à une sensibilité croisée à de faibles concentrations[réf. nécessaire].
Le signal IR de la source est généralement haché ou modulé de sorte que les signaux de bruit thermique peuvent être distingués du signal souhaité.
Des capteurs NDIR pour le dioxyde de carbone sont souvent installés dans des unités de chauffage, de ventilation et de climatisation (CVC), pour prévenir l'hypercapnie.
Les configurations avec plusieurs filtres, soit sur des capteurs individuels, soit sur une roue tournante, permettent une mesure simultanée à plusieurs longueurs d'onde choisies.
La spectroscopie infrarouge à transformée de Fourier (FTIR), une technologie plus complexe, balaye une large partie du spectre, mesurant simultanément de nombreuses espèces absorbantes.

### Recherche
Les sources infrarouges miniatures basées sur des systèmes microélectromécaniques (MEMS) sont testées expérimentalement pour les systèmes NDIR depuis 2006 et sont employées depuis 2016.
La faible émission d'énergie thermique des microsystèmes mécaniques (MEMS) a l'inconvénient qu'un circuit de détection précis doit néanmoins se baser sur une amplification à verrouillage de phase.
D'autres détecteurs comportent notamment un capteur de gaz photoacoustique qui met en oeuvre un microphone MEMS pour détecter les interactions entre le gaz et le faisceau infrarouge.

## Quelques gaz et leurs longueurs d'onde de détection

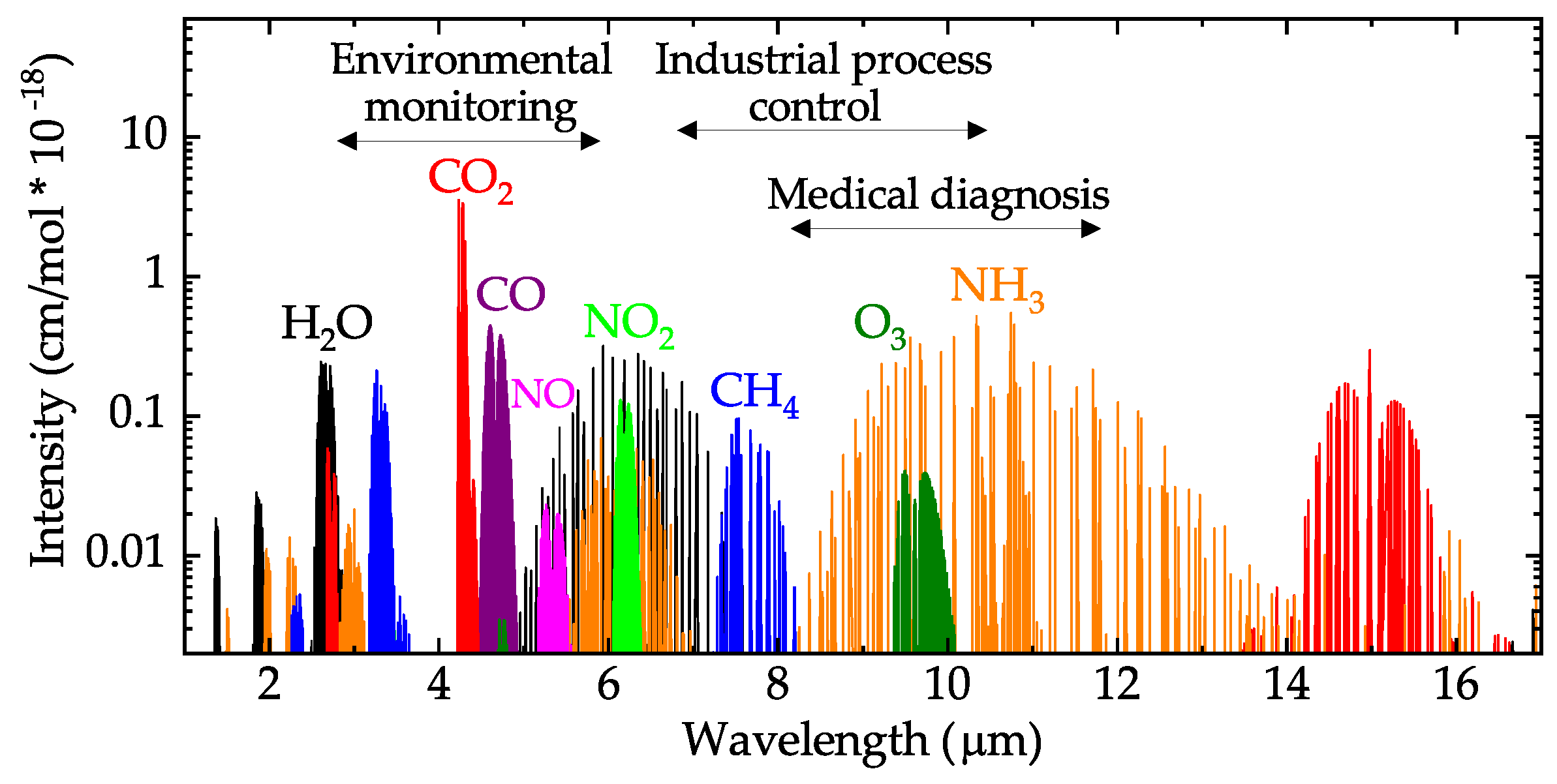
Spectres d'absorption dans l'infrarouge moyen de quelques gaz et domaines de mesure en fonction de l'application.

Les gaz n'ont pas de longueur d'onde de détection spécifique, mais il y a plutôt des régions du spectre infrarouge où il y a généralement plusieurs milliers de raies d'absorption étroitement espacées. Consultez la base de données HITRAN pour plus d'informations.
Quelques valeurs propres aux gaz courants :
- O2 - 0,763 μm
- CO2 - 4,26 μm[6], 2,7 μm, environ 13 μm
- monoxyde de carbone CO - 4,67 μm, 1,55 μm, 2,33 μm, 4,6 μm, 4,8 μm, 5,9 μm
- monoxyde d'azote NO - 5,3 μm, le NO2 doit être réduit en NO, puis ils sont mesurés ensemble en NOx; NO absorbe également dans les ultraviolets à 195-230 nm, NO2 est mesuré à 350-450 nm[7]; dans les situations où la teneur en NO2 est connue pour être faible, elle est souvent ignorée et seul le NO est mesuré; aussi à la longueur d'onde de 1,8 μm
- NO2 - 6.17-6.43 μm, 15,4 à 16,3 μm, 496 nm
- N2O - 7,73 μm (NO2 et SO2 interfèrent)[8], 1,52 μm, 4,3 μm, 4,4 μm, environ 8 μm
- HNO3 - 5,81 μm
- NH3 - 2,25 μm, 3,03 μm, 5,7 μm
- H2S - 1,57 μm, 3,72 μm, 3,83 μm
- SO2 - 7,35 μm, 19,25 μm
- HF - 1,27 μm, 1,33 μm
- HCl - 3,4 μm[9]
- HBr - 1,34 μm, 3,77 μm
- HI - 4,39 μm
- hydrocarbures - 3,3 à 3,5 μm, selon la vibration de la liaison simple Carbone-Hydrogène
- CH4 - 3,33 μm, 7,91 ± 0,16 μm peut également être utilisé[10], 1,3 μm, 1,65 μm, 2,3 μm, 3,2 à 3,5 μm, environ 7,7 μm
- C2H2 - 3,07 μm
- C3H8 - 1,68 μm, 3,3 μm
- CH3Cl - 3,29 μm
- H2O - 1,94 μm, 2,9 μm (CO2 interfère), 5,78 ± 0,18 μm peut également être utilisé pour éliminer les interférences de CO2 1,3 μm, 1,4 μm, 1,8 μm
- ozone O3 - 9,0 μm, également à 254 nm (domaine UV)
- H2O2 - 7,79 μm
- mélanges d'alcools - 9,5 ± 0,45 μm
- formaldéhyde HCHO - 3,6 μm
- acide formique HCOOH - 8,98 μm
- oxysulfure de carbone COS - 4,87 μm

## Applications
- Analyseur de gaz infrarouge
- Capteur de point infrarouge
- Capteur de dioxyde de carbone